# طالبين القرب (مسلسل)
طالبين القرب مسلسل لبناني درامي رومانسي عرض في عام 1997 على شاشة المؤسسة اللبنانية للإرسال.

## قصة العمل
تدور حول قصص قصيرة مَشاهد سريعة، وتنوعت فيه الموضوعات المطروحة، وتمحورت حول الأسرة والحبّ والزواج وتميز بجرأته في الحوارات، إضافة إلى العِبر المستخلصة منه التي أثّرت في حياة الناس وقرّبتهم إليه. لذلك، بلغ عدد الحلقات المعروضة أكثر من 80 حلقة
وطغى على العمل الطابع الشاب للممثلين، وشكل المسلسل انطلاقة لبعض هؤلاء الشباب في عالم التمثيل 

### شارة المسلسل
قامت بغنائها الفنانة كارول سماحة بمشاركة بيار بطرس وتقول فيها
«نحنا وانتو وين ما كنتو حتى ما نبقى غرب، نحنا طالبين القرب» من كلمات مروان النجار وألحان كمال سيقلي

## الممثلون
- تقلا شمعون
- كارمن لبس
- مي صايغ
- عبد المجيد مجذوب
- رنده كعدي
- إلسي فرنيني
- ورد الخال
- كارول الحاج
- بديع أبو شقرا
- يورغو شلهوب
- باسم مغنية
- مايا نصري
- رندلي قديح
- هند باز
- جورج خباز
- طلال الجردي
- سمير شمص
- برناديت حديب
- طوني خليفة
- غسان إسطفان
- ميشلين ضو
- فيفيان أنطونيوس
- وجيه صقر
- رينيه عطا الله